# Gautier Pirotte
Pour les articles homonymes, voir Pirotte.
 (juin 2019).
Si vous disposez d'ouvrages ou d'articles de référence ou si vous connaissez des sites web de qualité traitant du thème abordé ici, merci de compléter l'article en donnant les références utiles à sa vérifiabilité et en les liant à la section « Notes et références ».
Gautier Pirotte, né le 29 mars 1973 à Rocourt (Belgique), est un sociologue belge. 
Il est docteur en sociologie et professeur de Socio-anthropologie du développement à l'Université de Liège. Ses recherches portent principalement sur la coopération au développement, la solidarité internationale ainsi que sur les théories et organisations de la société civile.

## Biographie
Né le 29 mars 1973 à Rocourt, après des études en Information et Communication (1991-1994), il étudie la sociologie à l'Université de Liège (1994-1996) puis y soutient sa thèse de doctorat sur l'émergence des sociétés civiles en Europe de l'Est et en Afrique subsaharienne (2002). Il aborde ensuite, lors d'un séjour postdoctoral à l'Université de Lille II, l'aide humanitaire en se penchant sur l'épisode humanitaire roumain qui a suivi la chute de la dictature de Nicolae Ceaușescu. De ses premiers travaux sont nés divers ouvrages et articles scientifiques sur les secteurs ONG du Bénin, de la République Démocratique du Congo, et de Roumanie ainsi que sur les dynamiques favorisant l'émergence de certaines formes de sociétés civiles dans ces pays,.
Il intègre ensuite l'Alma mater de l'Université de Liège en septembre 2006 et devient titulaire de la chaire de socio-anthropologie du développement. En plus de sa charge de cours, il endosse différentes fonctions au sein de la Faculté de sciences sociales de l'Université de Liège, depuis sa titularisation en qualité de professeur : président (2007-2014) puis secrétaire (depuis 2014) du jury des études du master en sciences de la population et du développement, responsable du groupe de travail chargé de la valorisation et de la communication de la Faculté ou encore secrétaire académique[réf. nécessaire].
Parallèlement, ses travaux de recherche depuis 2006, s'orientent davantage sur l'organisation de l'aide internationale (aide humanitaire ou au développement) ainsi que sur l'engagement pour la solidarité internationale. Il crée ainsi l'acronyme I.P.S.I., Initiative Populaire de Solidarité Internationale, pour caractériser des formes d'engagement pour un autre lointain développées par des citoyens ordinaires, engagés non professionnellement dans la coopération au développement. Par ces travaux sur les IPSI, non seulement Gautier Pirotte rend davantage visible l'action de ces simples citoyens, mais il montre également les tensions existantes au sein du champ de la coopération soumis aux contraintes de la professionnalisation et de l'efficacité des interventions d'aide. 
Depuis 2010, en plus de ses enseignements académiques classiques, il élargit son engagement pédagogique à travers la formation continue. Il coordonne ainsi le Certificat Universitaire en Développement et Coopération Internationale (C.U.D.C.I.) qu'il a créé à l'Université de Liège, un certificat qui vise au renforcement des compétences de porteurs de projets de solidarité internationale à destination des pays en voie de développement[réf. nécessaire]. 
En 2018, il propose un MOOC (Massive Open Online Course) intitulé « La Fabrique de l'aide internationale » qui repose sur une démarche à la fois originale et ludique. Les étudiants inscrits à ce MOOC endossent le rôle d'un député d'un pays imaginaire  (La République de Hopeland), un pays qui désire se doter d'une loi-cadre fixant sa politique de coopération internationale. Les étudiants inscrits au MOOC doivent ainsi rédiger et voter cette loi à partir des matériaux mis à leur disposition sur la plateforme de ce cours en ligne (capsules vidéo, documents, jeux…). Le MOOC « La Fabrique de l'aide internationale » reçoit en janvier 2020 d'Edflex, leader européen dans la recherche d'une formation en ligne décerne le prix MOOC of the Year dans la catégorie Meilleur MOOC conçu par une université ou une école. 
En plus de ses travaux et enseignements, Gautier Pirotte s'engage dans de nombreux débats publics portant sur ses domaines de recherches. Il est ainsi intervenu fréquemment dans les médias français à l'occasion de l'élection du Président Emmanuel Macron et de la formation du gouvernement d'Édouard Philippe qui dans la foulée du mouvement « En marche ! » ont favorisé l'accès au pouvoir d'acteurs de la société civile française[réf. nécessaire].
Observateur et analyste de la coopération internationale depuis plus de vingt ans, Gautier Pirotte est lui-même un acteur engagé dans ce domaine. Il mène depuis 2006 de multiples missions de coopération universitaire auprès de diverses institutions académiques africaines (notamment l'Université de Lubumbashi, Université d'Abomey-Calavi, Université Lumière de Bujumbura...). De décembre 2014 à juin 2018, il préside l'ONG « UniverSud », organisation développant des activités d'Éducation à la Citoyenneté Mondiale (ECM) sur les campus de l'Université de Liège. Il contribue depuis la même époque à l'évolution de la réflexion sur l'aide humanitaire au sein du mouvement de la Croix Rouge en participant au Conseil Scientifique Internationale de la Fondation Croix-Rouge française.

## Publications
- L'épisode humanitaire roumain : Construction d'une crise, état des lieux et modalités de sortie, L'Harmattan, coll. « Questions Contemporaines », 2006, 265 p. (ISBN 2-7475-9783-0 et 978-2-7475-9783-8, OCLC 469810194)
- M. Poncelet, G. Pirotte, G. Stangerling et E. Syndayihebura, Les ONG africaines en ville. Typologie, fonctionnement et initiatives en matière de développement, Louvain-la-Neuve, Academia, 2006 (lire en ligne).
- Repenser la sociologie du développement entre dynamiques du dedans et dynamiques du dehors. Une réflexion à partir du projet de société civile au Bénin, Cahiers d'Études Africaines, 2011 (lire en ligne), p. 473-490.
- G. Pirotte et J. Godin, Coopération au développement. Enquête sur les Initiatives Populaires de Solidarité Internationale, Liège, Presses Universitaires de Liège, 2013 (lire en ligne).
- Les initiatives populaires de solidarité internationale : un laboratoire d'études de la coopération internationale?, Mondes en Développement, 2013 (lire en ligne).
- La notion de société civile, La Découverte, coll. « Repères » (no 482), 2018 (1re éd. 2007), 128 p. (ISBN 978-2-7071-9961-4 et 2-7071-9961-3, OCLC 1030590730)

## Réseaux internationaux
- Membre du comité de rédaction de la revue Mondes en développement[6]
- Membre du Conseil Scientifique de la revue Alternatives Humanitaires[7].
- Membre du Conseil Scientifique International de la Fondation de la Croix-Rouge française[8].
- Membre de la Commission de Sciences Sociales de l'Institut de recherche pour le développement (IRD Marseille).